# Federazione di rugby a 15 degli Stati Uniti d'America
USA Rugby, propriamente The United States of America Rugby Football Union, è l'organo di governo del rugby a 15 negli Stati Uniti d'America.
La federazione è divisa in sette unioni territoriali: Mid Atlantic, Midwest, Northeast, Pacific Coast, Southern California, USA Rugby South e West.
La sede dell'USA Rugby si trova a Boulder (Colorado).
USA Rugby amministra la squadra nazionale e il College rugby. La Rugby Super League viene organizzata e gestita dall'USA Rugby come Prima divisione delle competizioni maschili per club negli Stati Uniti.
Presidente e responsabile operativo di USA Rugby è, dal 2006, l'ex rugbista e allenatore inglese Nigel Melville.

## Storia
Il rugby sbarca in America e Canada attorno al 1870, con il primo incontro noto nel 1874 tra Harward University e Mc Gill University di Montreal
Come in Australia con il football australiano, negli Stati Uniti il gioco venne profondamente modificato in direzioni diverse, trasformandosi in quello che è chiamato "Football". Il Rugby dunque rimase sport minotario, limitato alle università.
La Squadra nazionale maschile degli Stati Uniti, soprannominata "Le Aquile" ("The Eagles" in inglese), vinse la Medaglia d'Oro nel rugby olimpico nel 1920 e nel 1924. Dopo quel periodo gli Stati Uniti persero molto terreno rispetto alle altre nazioni e solo recentemente sono ritornati sulla scena mondiale, anche se come squadra di livello medio.
Negli anni 60-70 si assistette ad un rifiorire del Rugby negli Stati Uniti. Questo rese necessario un organo nazionale che dirigesse questo sport e rappresentasse gli Stati Uniti nel mondo. Così nel 1975 quattro organizzazioni territoriali (Pacific Coast, West, Midwest ed East) si incontrarono a Chicago per fondare la United States of America Rugby Football Union.
USA Rugby entrò, senza diritto di voto, concesso poi al Canada, nell'International Rugby Board nel 1987 dopo esser stati invitati a prendere parte alla Coppa del Mondo inaugurale.
Nel 1993 la Southern California RFU, un'area della Pacific Coast RFU, divenne un'organizzazione territoriale a sé stante.
Questo spinse altre aree a fare lo stesso così oggi l'USA Rugby è composta di sette territori (Pacific, Southern California, West, Midwest, South, Northeastern, and Mid-Atlantic).
USA Rugby ha lavorato a lungo per ottenere un passaggio dell'IRB Sevens Circuit e nel 2004-06 venne accontentata. Venne scelta Carson, California, come luogo per l'evento inizialmente.
Nell'estate del 2006 il torneo statunitense a sette venne spostato al Petco Park a San Diego.